# Amphioplus cyrtacanthus
Amphioplus cyrtacanthus är en ormstjärneart som beskrevs av Hubert Lyman Clark 1915. Amphioplus cyrtacanthus ingår i släktet Amphioplus och familjen trådormstjärnor.
Artens utbredningsområde är Madagaskar. Inga underarter finns listade i Catalogue of Life.